# Jonah Osabutey
Jonah Osabutey (8 oktober 1998) is een Ghanees voetballer die in het seizoen 2020/21 door Werder Bremen wordt uitgeleend aan Oud-Heverlee Leuven. Osabutey is een aanvaller.

## Carrière
Werder Bremen plukte Osabutey in januari 2017 weg bij Tema Youth FC. In zijn eerste (halve) seizoen in Duitsland mocht hij één keer aantreden in het tweede elftal van de club in de 3. Liga. Zijn eerste volledige seizoen in Bremen viel grotendeels in het water vanwege een knieblessure. Pas in het seizoen 2018/19, toen Werder Bremen II inmiddels naar de Regionalliga Nord was gezakt, werd hij er een vaste waarde. Hij scoorde dat seizoen twaalf keer.
In het seizoen 2019/20 werd Osabutey door Werder Bremen voor één seizoen uitgeleend aan de Belgische eersteklasser Royal Excel Moeskroen. Onder de Duitse trainer Bernd Hollerbach scoorde hij daar in de Jupiler Pro League vijf doelpunten in 22 wedstrijden. Op het einde van het seizoen werd hij, met ruime voorsprong op eerste achtervolgers Deni Hočko en Jean Butez, verkozen tot beste speler van het jaar bij de Henegouwers.
In september 2020 leende Werder Bremen hem voor een seizoen uit aan een andere Belgische eersteklasser, Oud-Heverlee Leuven.
Op 31 augustus 2021 transfereerde hij van Werder Bremen II naar KV Kortrijk. De West-Vlaamse club nam Osabutey over voor minstens één seizoen, met een optie op twee extra seizoenen. Door blessureleed zou hij echter nooit aan de bak komen bij KV Kortrijk. Op 1 juli 2023 werd zijn contract bij KV Kortrijk beëindigd. Hij werd transfervrij aangetrokken door de Kortrijkse liefhebbersclub FC den Bras 1. Als één van de sterkhouders wil hij aldaar het voetbalplezier herontdekken.

## Clubstatistieken
| Seizoen         | Club              | Land               | Competitie         | Competitie | Competitie | Beker | Beker | Europees | Europees | Totaal | Totaal |
| Seizoen         | Club              | Land               | Competitie         | Wed.       | Dlp.       | Wed.  | Dlp.  | Wed.     | Dlp.     | Wed.   | Dlp.   |
| --------------- | ----------------- | ------------------ | ------------------ | ---------- | ---------- | ----- | ----- | -------- | -------- | ------ | ------ |
| 2016/17         | Werder Bremen II  | Vlag van Duitsland | 3. Liga            | 1          | 0          | —     | —     | —        | —        | 1      | 0      |
| 2017/18         | Werder Bremen II  | Vlag van Duitsland | 3. Liga            | 3          | 1          | —     | —     | —        | —        | 3      | 1      |
| 2018/19         | Werder Bremen II  | Vlag van Duitsland | Regionalliga Nord  | 27         | 12         | —     | —     | —        | —        | 27     | 12     |
| 2019/20         | → Excel Moeskroen | Vlag van België    | Jupiler Pro League | 22         | 5          | 0     | 0     | —        | —        | 22     | 5      |
| 2020/21         | → OH Leuven       | Vlag van België    | Jupiler Pro League | 0          | 0          | 0     | 0     | —        | —        | 0      | 0      |
| Carrière totaal | Carrière totaal   | Carrière totaal    | Carrière totaal    | 53         | 18         | 0     | 0     | 0        | 0        | 53     | 18     |